# Среднощни кули
Среднощни кули (на английски: Towers of Midnight) е тринадесетата книга от фентъзи поредицата „Колелото на времето“. Издадена е на 2 ноември 2010 г. и се състои от пролог, 57 глави и епилог.
„Среднощни кули“ втората част от първоначално замислената от Робърт Джордан като самостоятелна книга, дванадесета финална част на поредицата. След смъртта на Джордан на 16 септември 2007 г. завършването на серията е поверено на Брандън Сандерсън, а впоследствие финалната книга е разделена на три части.